# Державний кордон Сомалі

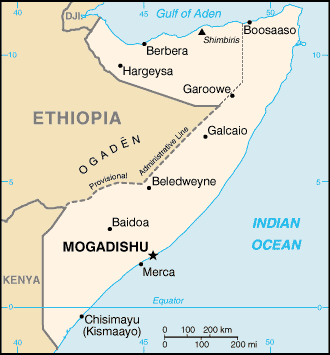
Карта Сомалі

Державний кордон Сомалі — державний кордон, лінія на поверхні Землі та вертикальна поверхня, що проходить по цій лінії, що визначають межі державного суверенітету Сомалі над власними територією, водами, природними ресурсами в них і повітряним простором над ними.

## Сухопутний кордон
Загальна довжина кордону — 2385  км. Сомалі межує з 3 державами. Уся територія країни суцільна, тобто анклавів чи ексклавів не існує.
Ділянки державного кордону
| Держава | Ділянка         | Довжина (км) | Прикордонні регіони | Примітки |
| ------- | --------------- | ------------ | ------------------- | -------- |
| Джибуті | північний захід | 61           |                     |          |
| Ефіопія | захід           | 1640         |                     |          |
| Кенія   | південний захід | 684          |                     |          |

## Морські кордони
Сомалі на півночі омивається водами Аденської затоки, на сході й півдні відкритими водами Індійського океану. Загальна довжина морського узбережжя 3025 км. Згідно з Конвенцією Організації Об'єднаних Націй з морського права (UNCLOS) 1982 року, протяжність територіальних вод країни встановлено в 200 морських миль (370,4 км) від узбережжя.

## Спірні ділянки кордону
На заході в регіоні Огаден не делімітований кордон з Ефіопією.